# 1973年梅竹賽
民國62年（1973年）癸丑梅竹賽為第五屆國立清華大學與國立交通大學之間的梅竹賽，由國立交通大學主辦，國立清華大學協辦。賽事結果，國立交通大學以6比5取得本屆賽事總錦標。本屆梅竹賽計有男籃、男排、棒球、棋藝、橋藝、足球、田徑、國語辯論、英語演講、拔河、趣味競賽等11個項目，其中清大在男籃、男排、棒球、棋藝、拔河等5項目獲勝，交大在橋藝、足球、田徑、國語辯論、英語演講、趣味競賽等6項目獲勝。
在前一屆壬子梅竹取消總錦標之後，本屆癸丑梅竹恢復總錦標。梅竹賽項目此後大致分為三大項：球類比賽（籃球、足球、棒球、排球）、群體競賽（大隊接力、拔河、趣味競賽）、學藝比賽（橋藝、棋藝，國語辯論、英語演講），共計11個項目。為增進兩校友誼，本年度增設教授聯誼賽，但不列入總錦標。

## 賽事結果

### 正式賽
| 項目     | 比賽日期 | 勝隊 | 備註                         |
| -------- | -------- | ---- | ---------------------------- |
| 男籃     |          | 清大 |                              |
| 男排     |          | 清大 |                              |
| 棒球     |          | 清大 |                              |
| 棋藝     |          | 清大 |                              |
| 橋藝     |          | 交大 |                              |
| 足球     |          | 交大 |                              |
| 田徑     |          | 交大 |                              |
| 國語辯論 |          | 交大 |                              |
| 英語演講 |          | 交大 |                              |
| 拔河     |          | 清大 |                              |
| 趣味競賽 |          | 交大 |                              |
| 總錦標   |          | 交大 | 交大以6：5取得本屆賽事總錦標 |